# Hoppo

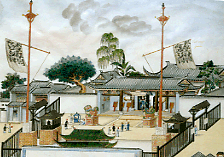
Hoppos säte, tullkontoret i Guangzhou (Kanton) cirka 1850.

Hoppo (förenklad kinesiska: 粤海关部; traditionell kinesiska: 粵海關部; pinyin: Yuèhǎi Guānbù), var under Qingdynastin en hög tjänsteman som bland annat ansvarade för att reglera sjöfarten och driva in tull i Guangdong. Den svenske kaptenen Carl Gustaf Ekeberg förklarar i sin resebeskrivning från 1770–1771 ämbetet som "Öfver-Inspectoren öfver tullarne och financerne i [Canton]". Hoppo var stationerad i Guangzhou (Kanton). Ämbetet ansvarade för ett 60-tal tullhus och fem större tullstationer över floddeltat.
I och med Kantonsystemets införande 1760 kom en stor del av den europeiska handeln att koncentreras till Guangdong under hoppos ansvarsområde. Under 2000-talet har den historiska forskningen om handeln i Kanton visat att hoppos roll inte bara var att driva in kejsarens andel av det överskott som handeln genererade utan också att underlätta handeln med européerna.

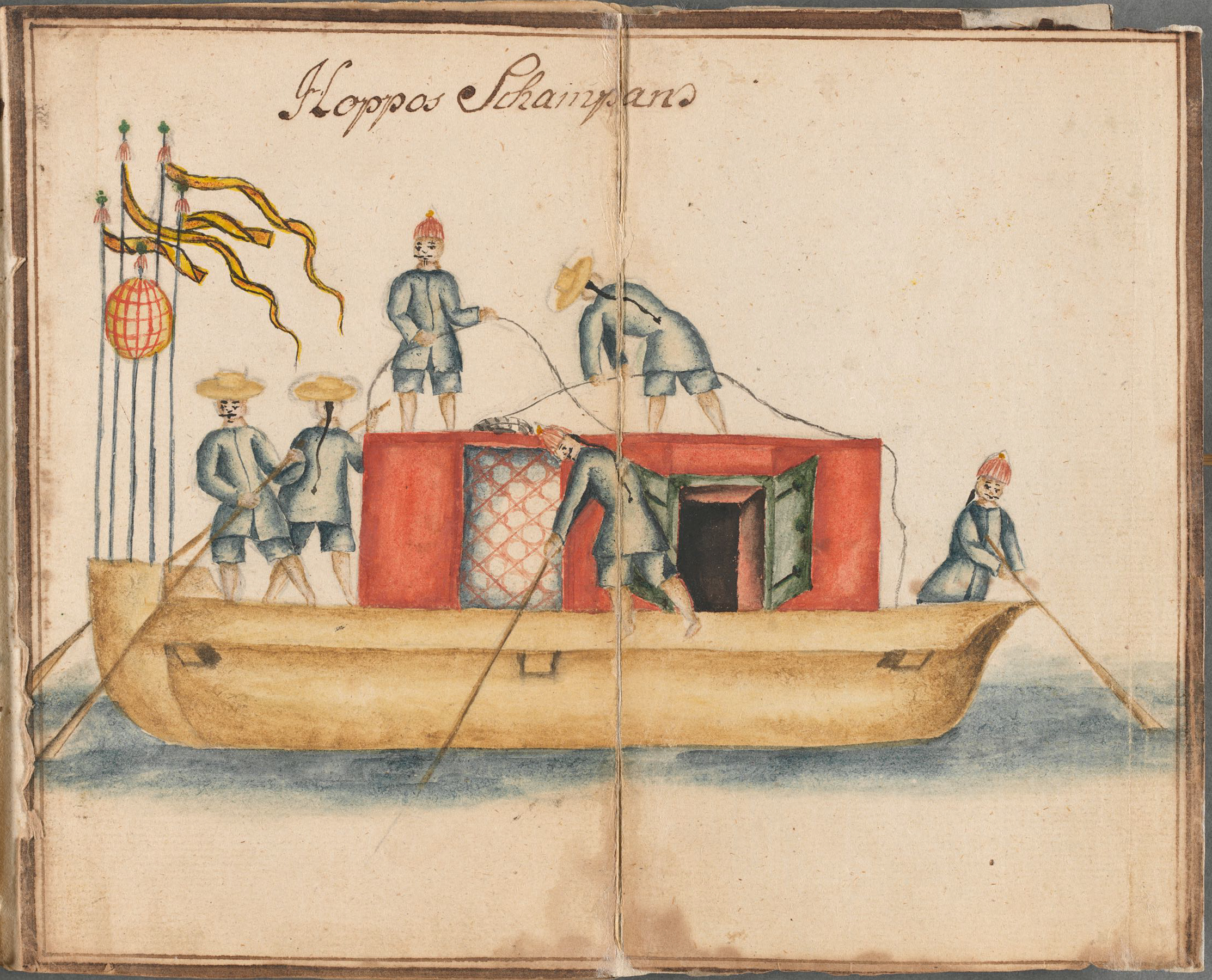
Hoppos sampan, teckning av Carl Fredrik von Schantz cirka 1748.

De avgifter som krävdes in av hoppo under Kantonsystemets tid finns återgivna med god överensstämmelse i både engelska och svenska källor. Carl Gustaf Ekeberg anger hur längd och bredd mättes för vart skepp och produkten av dessa mått multiplicerades sedan med olika multiplar för att beräkna de ingående delarna i hamnavgiften, inklusive kejsarens andel och ersättningar till skrivare och tullbetjänter. Till detta lades en fast avgift kallad presenten, som var 1 950 tael silver. Detta vittnesmål stämmer väl överens med engelskt manuskript från 1753. Ordet presenten sägs bero på att den var en formalisering av allehanda mindre penninggåvor som tidigare gavs till olika lägra tjänstemän inom tullen.

## Benämning
Hoppo är den benämning på pidginengelska som européerna använde för ämbetet. Det troliga ursprunget är 戶部 (hùbù), skatteministeriet, men detta hade egentligen ingen koppling till hoppos ämbete.